# Sądzia Cegielnia
Sądzia Cegielnia – nieoficjalny przysiółek wsi Sądzia w Polsce położona w województwie wielkopolskim, w powiecie leszczyńskim, w gminie Włoszakowice.
Miejscowość wchodzi w skład sołectwa Sądzia.
W latach 1975–1998 miejscowość administracyjnie należała do województwa leszczyńskiego.